# Pachystachys lutea
Pachystachys lutea oder die Gelbe Dickähre, Goldähre, Dichtähre, ist eine Pflanzenart aus der Gattung Pachystachys innerhalb der Familie der Akanthusgewächse aus Peru und dem nördlichen Brasilien.

## Beschreibung

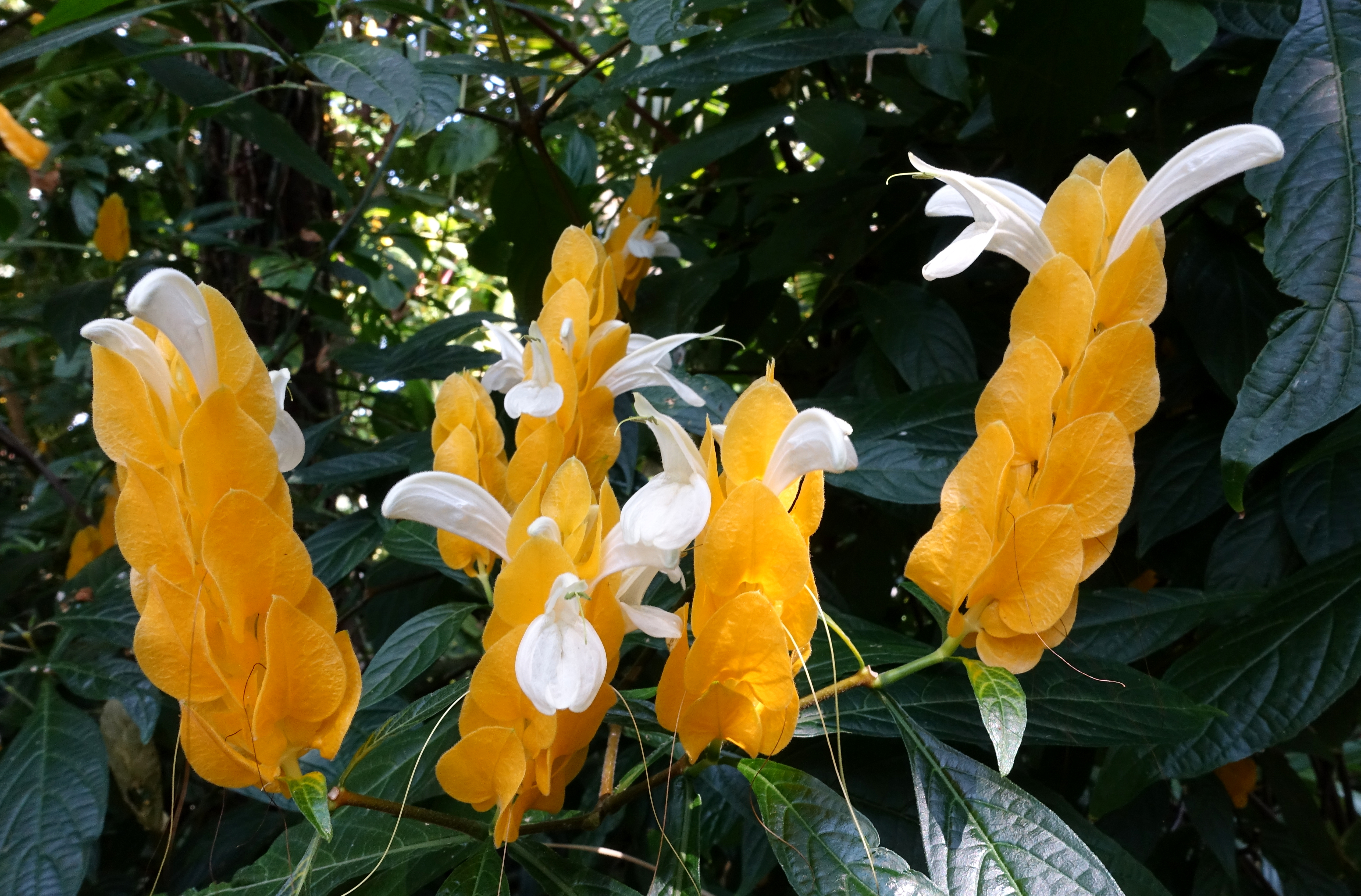
Blütenstände

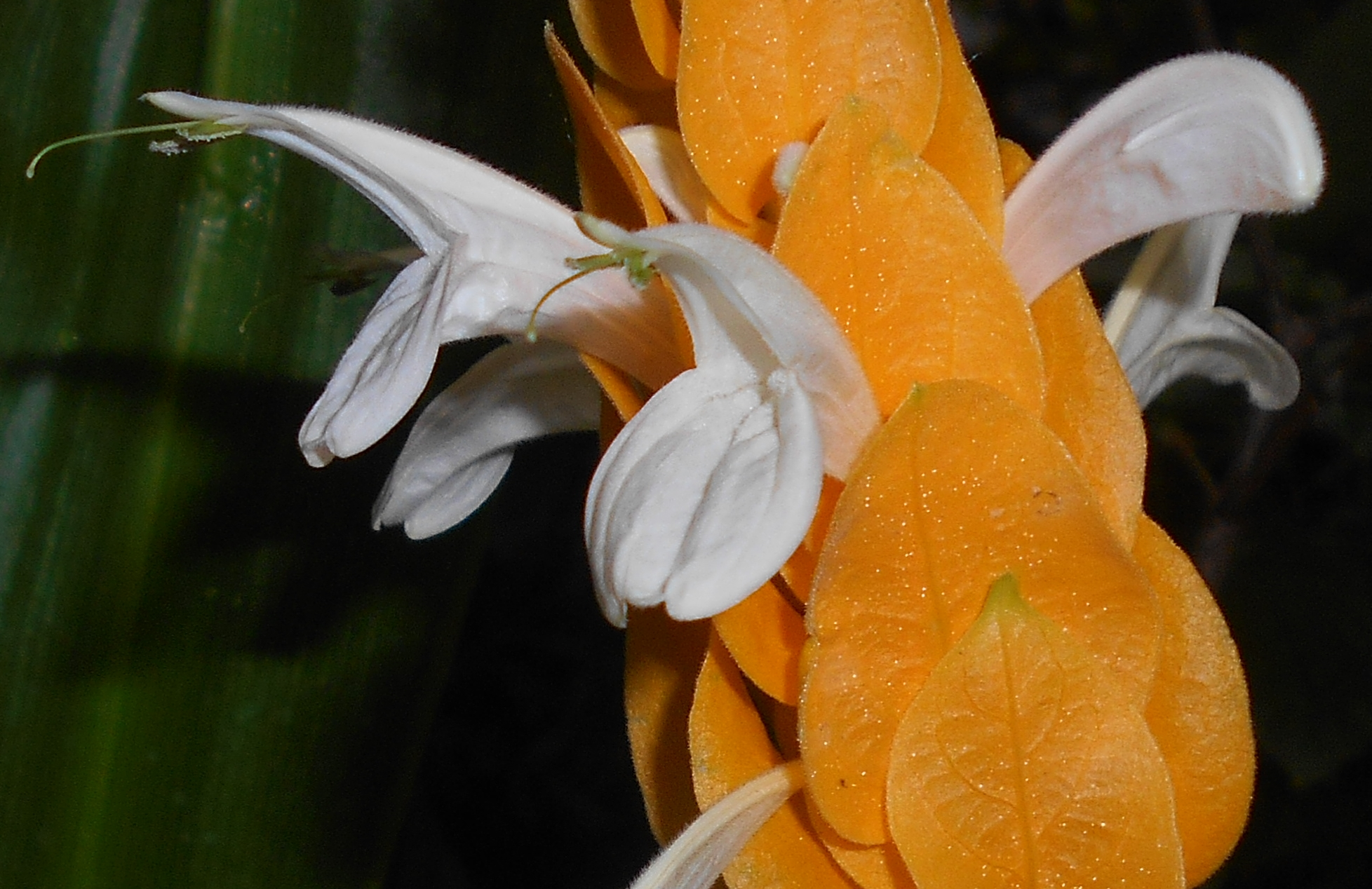
Zygomorphe Blüten

### Vegetative Merkmale
Pachystachys lutea wächst als immergrüner Strauch und erreicht Wuchshöhen von 1,5 bis 2,5 Metern.
Die Laubblätter sind fast sitzend bis kurz gestielt und gegenständig. Die ledrigen, einfachen Blattspreiten sind bis 18 Zentimeter lang, fast kahl, außer auf der Mittelder fein behaart, an der Basis herablaufend und geöhrt, ganzrandig und spitz bis zugespitzt. Die eiförmigen, -lanzettlichen bis verkehrt-eiförmigen oder spatelförmigen bis elliptischen, lanzettlichen Spreiten besitzen unter- und oberseits prominente Zystolithen. Die gefiederte Nervatur ist oberseits eingeprägt.

### Generative Merkmale
In den endständigen, kurzen, aufrechten und fein behaarten ährigen Blütenständen sind die sitzenden Blüten kreuzgegenständig oder in kleinen Scheinquirlen angeordnet. Über je zwei großen, herzförmigen, dachigen Hochblättern und je zwei kleinen, schmalen Deckblättern, die jeweils gelb bis orangefarben sowie leicht drüsig behaart sind befinden sich die Blüten.
Die nicht duftenden, relativ großen, zwittrigen Blüten sind zygomorph und fünfzählig mit doppelter Blütenhülle. Der kleine Kelch ist kurz becherförmig mit schmalen, spitzen Zipfeln. Die schmal-trichterförmige, bis 5,5 Zentimeter lange, weiße, außen drüsige und behaarte Krone ist zweilippig mit kurzen Lappen. Die Kronröhre ist leicht gebogen, die breitere Unterlippe ist dreiteilig, die längere, schmale und schwach zweiteilige Oberlippe ist gebogen. Es sind zwei lange Staubblätter mit pfeilförmigen Staubbeuteln vorhanden. Der kahle, zweikammerige Fruchtknoten ist oberständig mit langem, schlankem Griffel mit kleiner Narbe. Es ist ein Diskus vorhanden.
Die relativ kleine, kahle Kapselfrucht ist bei einer Größe von etwa 1,3 Zentimetern keulenförmig und enthält zwei Samen. Die bräunlichen, flachen und kahlen Samen sind etwa 4 Millimeter groß und leicht herzförmig.

## Ökologie
Die Samen werden explosiv, mit Hilfe von „Jaculatoren“ (hackiger Funiculus), ausgeworfen.

## Vorkommen
Pachystachys lutea kommt ursprünglich in Peru und im nördlichen Brasilien vor.

## Taxonomie
Die Erstbeschreibung von Pachystachys lutea erfolgte 1847 durch Christian Gottfried Daniel Nees von Esenbeck in Augustin Pyrame de Candolle: Prodromus Systematis Naturalis Regni Vegetabilis ..., Band 11, Seite 320.

## Verwendung
Pachystachys lutea wird als Zierpflanze genutzt, sie eignet sich auch in den gemäßigten Gebieten als Kübel- und Zimmerpflanze.